# Echo Appartment
Echo Appartment ist eine deutschsprachige Alternative Rock/Pop-Band aus Duisburg und Moers, die 2018 durch den Titel Alles wird gut einem größeren Publikum bekannt wurde und den Fernsehpreis der ARD 2018 (Bremer Fernsehpreis) erhielt.

## Geschichte
Die Band wurde im Jahr 2004 von dem Schlagzeuger und Sportmanager Christian P. Schneider (unter anderem Partner von Zehnkampf-Weltmeister Torsten Voss) gegründet. Schneider ist bis heute festes Bandmitglied. Mit dem Song Zusammen fliegen (EP Gedankengänge), den Schneider neben den 3 übrigen Songs auf der EP selber schrieb und komponierte, wurden die ersten Radiosender (Radio Essen und Radio Bochum) auf die Band im Jahr 2017 aufmerksam, da sich der Song mehrere Wochen in den Ruhrcharts hielt und zwischenzeitlich auf Platz drei hinter Mega-Star Ed Sheeran lag. Der Inhaber einer Produktionsfirma wurde über den Song Lichter der Ewigkeit (ebenfalls EP Gedankengänge) auf die Band aufmerksam, den Schneider für seine Kinder geschrieben hatte. Zunächst lehnte die Band die Anfrage für die TV-Dokumentation ab. Nachdem sich die 5 Musiker jedoch völlige Gestaltungsfreiheit zubilligen ließen, engagierte der Fernsehproduzent daraufhin die Band für die TV-Dokumentation Sing mich für den Westdeutschen Rundfunk (WDR), die dazu eigens den Song Alles wird gut für die Hinterbliebene eines Loveparade-Opfers komponierte und schrieb. Inhaltlich handelt der Song von einem Traum der Hinterbliebenen, der ihr eine positive und lebensbejahende Kraft gibt. Im April 2018 wurde das TV-Format in der Aktuellen Stunde ausgestrahlt. Im selben Jahr erhielt die Band für den Song und den gesamten Prozess der Entstehung den Bremer Fernsehpreis in der Kategorie Worauf wir besonders stolz sind.

## Diskografie
- 2023: Kokain für Narzissten (Single)
- 2022: Mensch = Zerstörung (Single)
- 2019: Zusammen fliegen (LIVE) (Single)
- 2018: Leuchtfeuer (Single)
- 2018: Alles wird gut (Single)
- 2016: Gedankengänge (EP)
- 2010: Schulsong Lange Kamp (Single)[10]
- 2005: Haus Musik (Album)

## Auszeichnungen
- 2018: Bremer Fernsehpreis#2018 – Kategorie „Worauf wir besonders stolz sind“ (Song: Alles wird gut)